# Region Südwest (Senior League Baseball World Series)
Die Region Südwest ist eine der fünf Regionen der Vereinigten Staaten, welche Teilnehmer an die Senior League Baseball World Series entsendet. Die Region Südwest nimmt schon seit 1961 an diesem Turnier teil, damals noch unter der Bezeichnung Region Süd. 2002 wurde die Region Südwest von der Region Süd abgetrennt.

## Teilnehmende Staaten

Teilnehmer der Region Südwest

Folgende acht Staaten sind in dieser Region organisiert:
- Arkansas
- Colorado
- Louisiana
- Mississippi
- New Mexico
- Oklahoma
- Osttexas
- Westtexas

Seit 2007 nimmt der Gastgeber auch jeweils mit einer Mannschaft teil.

## Regionale Meisterschaften
Die jeweiligen Gewinner sind grün markiert.
| Jahr | Gastgeber                      | Arkansas                         | Colorado                             | Louisiana                         | Mississippi                | New Mexico                  | Oklahoma                          | Osttexas                                      | Westtexas                               |
| ---- | ------------------------------ | -------------------------------- | ------------------------------------ | --------------------------------- | -------------------------- | --------------------------- | --------------------------------- | --------------------------------------------- | --------------------------------------- |
| 2002 | Kein Teilnehmer                | Burns Park LL North Little Rock  | Grand Mesa LL Grand Junction         | Haughton LL Haughton              | D’Iberville LL D’Iberville | South Valley LL Albuquerque | Tahlequah LL Tahlequah            | Northwest 45 LL Houston                       | Helotes LL San Antonio                  |
| 2003 | Kein Teilnehmer                | Walnut Ridge LL Walnut Ridge     | Grand Mesa LL Grand Junction         | Oak-Pine LL Oakdale               | D’Iberville LL D’Iberville | Roadrunner LL Albuquerque   | Tulsa National LL Tulsa           | Washington County LL Brenham                  | Greater Helotes LL San Antonio          |
| 2004 | Kein Teilnehmer                | Tri County LL Paragould          | Colorado Springs LL Colorado Springs | Oak-Pine LL Oakdale               | D’Iberville LL D’Iberville | Deming LL Deming            | Kein Teilnehmer                   | Northwest 45 LL Houston                       | Greater Helotes National LL San Antonio |
| 2005 | Kein Teilnehmer                | Marked Tree Youth LL Marked Tree | Eagle Valley LL Eagle                | Marksville LL Marksville          | Kein Teilnehmer            | Carlsbad LL Carlsbad        | Tulsa National LL Tulsa           | Needville LL Needville                        | Northside Suburban LL San Antonio       |
| 2006 | Kein Teilnehmer                | Tri County LL Paragould          | American West LL Westminster         | Evangeline LL New Iberia          | Kein Teilnehmer            | South Valley LL Albuquerque | Tulsa National/John Hess LL Tulsa | Pearland LL Pearland                          | Northside Suburban LL San Antonio       |
| 2007 | Tri County LL Paragould        | Blytheville LL Blytheville       | Arapahoe LL Aurora                   | St. John LL LaPlace               | Kein Teilnehmer            | Deming LL Deming            | Kein Teilnehmer                   | Rose Capital East American/ National LL Tyler | Del Mar LL Laredo                       |
| 2008 | New Braunfels LL New Braunfels | Arkansas                         | Mack Berkeley LL Westminster         | Avoyelles American LL Hessmer     | Kein Teilnehmer            | New Mexico                  | Kein Teilnehmer                   | Bryan National West LL Bryan                  | Del Mar LL Laredo                       |
| 2009 | New Braunfels LL New Braunfels | Blytheville LL Blytheville       | Grand Junction LL Grand Junction     | Hammond Youth Baseball LL Hammond | Kein Teilnehmer            | Albuquerque LL Albuquerque  | Kein Teilnehmer                   | West University LL Houston                    | Del Mar LL Laredo                       |
| 2010 | New Braunfels LL New Braunfels | Arkansas                         | Colorado                             | Avoyelles American LL Hessmer     | Kein Teilnehmer            | Roadrunner LL Albuquerque   | Kein Teilnehmer                   | West University LL Houston                    | Rio Grande City LL Rio Grande City      |
| 2011 | Seguin LL Seguin               | Kein Teilnehmer                  | Platte Canyon LL Bailey              | Alexandria LL Alexandria          | Kein Teilnehmer            | Copper LL Bayard            | Kein Teilnehmer                   | Rose Capital East LL Tyler                    | Northside LL Laredo                     |
| 2012 | New Braunfels LL New Braunfels | Arkansas                         | Denver LL Denver                     | Lafayette LL Lafayette            | Kein Teilnehmer            | Eastdale LL Albuquerque     | Kein Teilnehmer                   | West University LL Houston                    | Laguna LL Corpus Christi                |
| 2013 | New Braunfels LL New Braunfels | Kein Teilnehmer                  | Shaw Heights LL Westminster          | Lake Charles LL Lake Charles      | Kein Teilnehmer            | Copper LL Bayard            | Kein Teilnehmer                   | West University LL Houston                    | Northside LL Laredo                     |
| 2014 | Seguin LL Seguin               | Kein Teilnehmer                  | Sherrelwood LL Denver                | Lafayette LL Lafayette            | Kein Teilnehmer            | Roadrunner LL Albuquerque   | Kein Teilnehmer                   | West University LL Houston                    | Padre LL Corpus Christi                 |
| 2015 |                                |                                  |                                      |                                   |                            |                             |                                   |                                               |                                         |

 Stand nach den Senior League World Series 2014

## Resultate an den Senior League World Series

### Nach Jahr
| Jahr | Mannschaft                              | Stadt       | Klassierung        | W-L |
| ---- | --------------------------------------- | ----------- | ------------------ | --- |
| 2002 | Northwest 45 LL                         | Houston     | 3. Platz (geteilt) | 3–2 |
| 2003 | Washington County LL                    | Brenham     | 4. Platz, Gruppe B | 2–2 |
| 2004 | Greater Helotes National LL             | San Antonio | 4. Platz, Gruppe B | 2–2 |
| 2005 | Marksville LL                           | Marksville  | 4. Platz, Gruppe B | 1–3 |
| 2006 | Tulsa National/John Hess LL             | Tulsa       | 3. Platz, Gruppe B | 2–2 |
| 2007 | Rose Capital East American/ National LL | Tyler       | 3. Platz (geteilt) | 3–1 |
| 2008 | Bryan National West LL                  | Bryan       | 4. Platz, Gruppe B | 2–2 |
| 2009 | West University LL                      | Houston     | Weltmeister        | 5–1 |
| 2010 | West University LL                      | Houston     | 3. Platz, Gruppe A | 2–2 |
| 2011 | Rose Capital East LL                    | Tyler       | 2. Platz           | 5–1 |
| 2012 | West University LL                      | Houston     | 3. Platz, Gruppe B | 2–2 |
| 2013 | Northside LL                            | Laredo      | 3. Platz, Gruppe B | 2–2 |
| 2014 | West University LL                      | Houston     | Weltmeister        | 5–1 |
| 2015 |                                         |             |                    |     |

 Stand nach den Senior League World Series 2014

### Nach Staat
| Staat       | Südwest Meisterschaften | W-L an den SLWS | %     |
| ----------- | ----------------------- | --------------- | ----- |
| Texas       | 11                      | 33–18           | 0.647 |
| Oklahoma    | 1                       | 2–2             | 0.500 |
| Louisiana   | 1                       | 1–3             | 0.250 |
| New Mexico  | 0                       | 0–0             | –     |
| Arkansas    | 0                       | 0–0             | –     |
| Colorado    | 0                       | 0–0             | –     |
| Mississippi | 0                       | 0–0             | –     |
| Gesamt      | 13                      | 36–23           | 0.610 |

 Stand nach den Senior League World Series 2014